# Mahmoud Kalari

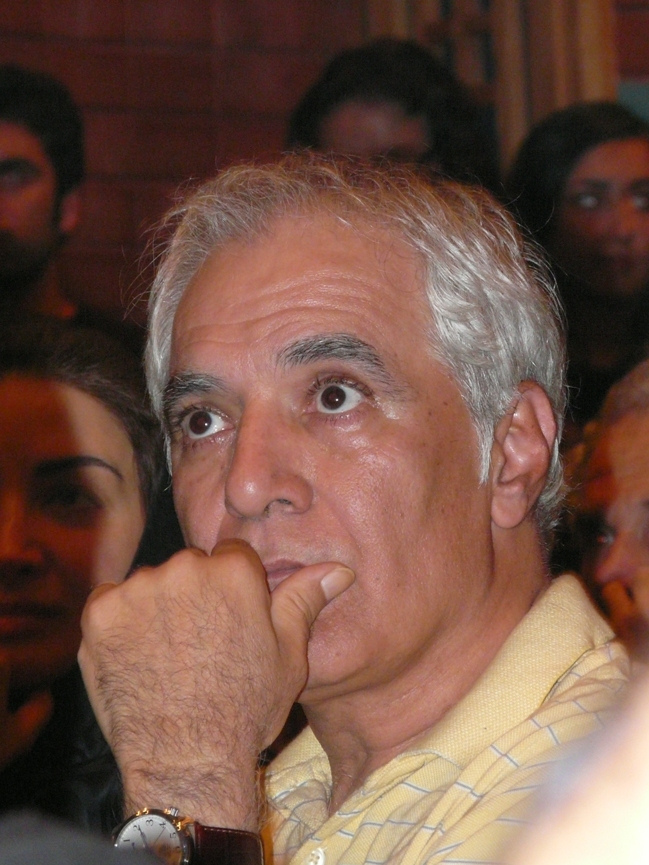
Mahmoud Kalari (2010)

Mahmoud Kalari (* 1951 in Teheran) ist ein iranischer Kameramann, Fotograf, Schauspieler, Regisseur und Drehbuchautor. In seiner langjährigen Karriere hat Kalari mit iranischen Filmschaffenden wie Mohsen Makhmalbaf, Ali Hatami, Masoud Kimiai und Abbas Kiarostami zusammengearbeitet.

## Leben
Kalari begann seine Karriere als Fotograf und war ab Mitte der 1980er Jahre als Kameramann tätig. 1997 gab er mit dem Film Abr-O Aftaab sein Regiedebüt, bei dem er auch für das Drehbuch und die Kameraarbeit verantwortlich zeichnete.
Beim Silk Road Film Festival 2014 im irischen Dublin wurde Kalari für seine Lebenswerk ausgezeichnet.
Sein Sohn Koohyar Kalari ist ebenfalls als Kameramann tätig.

## Filmografie (Auswahl)
Kamera
- 1987: Tage der Sehnsucht persisch روزهای انتظار
- 1996: Brot und Blumentopf نون و گلدون
- 1999: Der Wind wird uns tragen باد ما را خواهد برد
- 2000: Der Geruch des Kampfers, der Duft von Jasmin بوی کافور، عطر ياس
- 2001: Die verborgene Hälfte نيمه پنهان
- 2005: Bab'Aziz – Der Prinz, der seine Seele betrachtete (Bab'Aziz)
- 2006: Offside آفساید
- 2011: Nader und Simin – Eine Trennung جدایی نادر از سیمین
- 2013: Le passé – Das Vergangene (Le passé)

Schauspieler
- 1999: Die Dame

Regie und Drehbuch
- 1997: Abr-O Aftaab
- 2001: Danza con los sueños